# В катакомбах
«В катакóмбах» — драматична поема Лесі Українки, написана 1905 року, із посвятою «шановному побратимові А.Кримському». В поемі йдеться про перші християнські общини, час дії сама авторка датувала II с. н. е.
Вперше «В катакомбах» надруковано у щотижневому громадському журналі «Рідний край», Полтава, 1906 рік. Того ж року поема вийшла окремим відбитком. В архівах зберігся автограф повної, остаточно відредагованої чорнової редакції, датований 4.Х.1905.

## Дійові особи
- Єпископ
- Хор
- Диякон
- Неофіт-раб
- Християнка-рабиня
- Християнин-патрицій
- Старий раб
- Стара жінка
- Дияконіса
- Анціллодея
- Християнин-купець
- Молодий християнин

## Сюжет
Молодий раб-неофіт запрошений у катакомби на проповідь у громаду перших християн. Між ним і єпископом розгорається суперечка про значення духовної і фізичної волі. Для єпископа та інших християн зміст свободи полягає у свідомому служінню Господеві заради спасіння після смерті, в той час як в реальному мирському житті вони не відмовляються від своїх ролей патриція, купця, раба, інше, вважаючи, що так наказав Господь.

Неофіт-раб 

              Коли ви рівні, 

  То нащо маєш ти йому служити? 

Старий раб 

  То Божа воля, що вродивсь він паном, 

 а я — рабом.

Неофіт-раб не розуміє й не розділяє їхніх поглядів, для нього духовна і реальна свободи нероздільні, лише ця єдність є визначником життя на противагу бездіяльному животінню:

Єпископ 

… «Не єдиним хлібом 

Живе людина, а й кожним словом, 

що з Божих уст виходить.» 

Неофіт-раб 

Ні, їй мало 

самого хліба й слів, їй треба волі, 

інакше буде нидіти, не жити.

За свою свободу, а не за богів («…нікому з них не буду я рабом…»), неофіт-раб готовий піти на смерть і бути страченим на хресті, знову ж таки на противагу християнській громаді, яка вважає, що жодна людина не може змінити рабовласницький уклад їхнього життя, патрицій відповідає на розповідь про рабів-повстанців «Ти думаєш, вони надовго скинуть?»

як почую я в своєму серці 

святий вогонь і хоч на час, на мить 

здолаю жити не рабом злиденним, 

а вільним, непідвладним, богорівним, 

то я щасливим і на смерть піду, 

і без докору на хресті сконаю.

В кінці неофіт-раб проголошує:

«Я честь віддам титану Прометею, 

що не створив своїх людей рабами, 

що просвітив не словом, а вогнем, 

боровся не в покорі, а завзято,

і мучився не три дні, а без ліку,

та не назвав свого тирана батьком,

а деспотом всесвітнім, і прокляв,

віщуючи усім богам погибель.

Я вслід його піду.»

За що єпископ відлучає його від церкви.

## Лист Лесі Українки доАгатангела Кримського
27 січня 1906 року Леся Українка написала листа своєму другові перекладачеві і науковцю Агатангелу Кримському, в якому чітко висловилась про ідею поеми.

… от і Ви уявляєте собі, що типовий християнин тих часів марив би, що всі колись стануть слугами Христа — чи се ж не все одно, що рабами? Чи ж не проти сього повстає мій раб-прометеїст? Він зовсім слушно думає, що поки будуть пани і раби (на землі чи на небі, все одно), доти будуть і посередники межи ними, дозорці, економи, і т. ін.

Також письменниця різко критикувала ієрархічну структуру християнства, зокрема єпископат. Загалом, з листа чітко зрозуміло, що Леся Українка засуджує лише окремі особливості християнства, проте не можна зробити однозначний висновок про нерелігійний характер поеми або про антихристиянські погляди письменниці, з огляду на усю її творчість.

Відколи з'явився на світ єпископат і перші початки церковної ієрархії, відтоді єпископи заговорили мовою мого єпископа, і задержалась ця традиція до сучасного нам архієрейства.

… не дарма в притчах і скрізь у Євангелії так часто вживається слово «раб» і антитеза «пана і раба», яко єдиної можливої форми відносин межи людиною і її божеством.

У листі письменниця приділяє увагу ще одному персонажеві своєї поеми, молодій рабині Анціллодеї, яка єдина співчуває неофітові-рабу, а у попередніх редакція поеми допомагає знайти йому вихід із катакомб.

Коли що надається до щирої ідеалізації у первісному християнстві, то не його quasi-анархічні доктрини, а хіба ота грація почуття його «жен-мироносиць», до яких належить і моя Анціллодея, і те нове для античного аристократичного світу почуття всепрощаючої симпатії, що так красило відносини Христа до його зрадливих і тупих учеників (не один класичний філософ не простив би у такому становищі своїм друзям)…